# Phaeaphodius novikovi
Phaeaphodius novikovi är en skalbaggsart som beskrevs av Kabakov 1998. Phaeaphodius novikovi ingår i släktet Phaeaphodius och familjen Aphodiidae. Inga underarter finns listade i Catalogue of Life.